# Berlstedt
Berlstedt est une ancienne commune allemande de l'arrondissement du Pays-de-Weimar, Land de Thuringe.

## Géographie
Berlstedt se situe au pied de l'Ettersberg, dans le Bassin de Thuringe. La source de la Scherkonde alimente l'étang du village d'Ottmannshausen.
| Vippachedelhausen | Neumark           | Schwerstedt       |
| Ballstedt         | Berlstedt         | Ramsla/Ettersburg |
| Ollendorf         | Ottstedt am Berge | Erfurt            |

## Histoire
Berlstedt est mentionné pour la première fois en 876 sous le nom de Berolfestetin. Le village et le château-fort sont la propriété de l'abbaye de Fulda. À la suite de la guerre des comtés de Thuringe, le château est démoli.
Le village se trouve sur la Via Regia. Cependant, le site est souvent pillé en temps de guerre en raison de son emplacement comme lors de la guerre de Trente Ans ou après la bataille d'Iéna par les soldats français.
En 1938, à la périphérie du village, s'ouvre un camp dépendant de Buchenwald. Dans la briqueterie et la carrière appartenant aux SS, environ 250 prisonniers de guerre sont contraints à des travaux forcés.

## Personnalités liées à la commune
- Johann Georg Schröter (1683-1747), facteur d'orgue.
- Franciscus Volckland (1669-1779), facteur d'orgue.
- Johann Georg Stein (1712-1785), facteur d'orgue.